# Gobernador regional de Magallanes
El gobernador de la Región de Magallanes y de la Antártica Chilena es la autoridad elegida por voto popular mediante sufragio universal para ejercer el gobierno de la Región de Magallanes y de la Antártica Chilena, Chile, como su representante natural e inmediato en dicho territorio. Además participa en la administración de la región, como órgano que integra el Gobierno Regional de Magallanes.

## Historia
Una reforma constitucional del año 2017 dispuso la elección popular del órgano ejecutivo del gobierno regional, creando el cargo de gobernador regional y estableciendo una delegación presidencial regional, a cargo de un delegado presidencial regional, el cual representa al poder ejecutivo y supervisa las regiones en conjunto a los delegados presidenciales provinciales. Tras las primeras elecciones regionales en 2021, y desde que asumieron sus funciones los gobernadores regionales electos, el 14 de julio de 2021, el cargo de intendente desapareció.

## Atribuciones y competencias del gobernador regional
Entre las labores que debe cumplir, un gobernador regional se encuentran las siguientes:
- Asumir como Jefe de Servicio del Gobierno Regional (siendo representante judicial, nombramiento de funcionarios, etc).
- Tendrá competencias normativas, siendo la más relevante la de solicitar al Gobierno Central que le transfiera competencias radicadas en ministerios y servicios públicos, a su Gobierno Regional.
- Tendrá las atribuciones para planificar, como la política regional de desarrollo o el plan regional de ordenamiento territorial; otra labor de la que se deberá encargar es la del presupuesto regional.
- Tendrá que coordinar, supervigilar y fiscalizar a los servicios públicos que en el futuro puedan crearse, y que dependan o se relacionen con el Gobierno Regional.

## Gobernadores de la Región de Magallanes y de la Antártica Chilena
| N°. | Gobernador(a) | Gobernador(a)    | Partido | Partido | Inicio              | Final       |
| --- | ------------- | ---------------- | ------- | ------- | ------------------- | ----------- |
| 1.º |               | Jorge Flies Añón |         | Ind.    | 14 de julio de 2021 | En el cargo |